# Selección de fútbol de Yibuti
La selección de fútbol de Yibuti es el equipo representativo del país en las competiciones oficiales. Está controlada por la Federación Yibutiana de Fútbol. Es una selección prácticamente sin historia internacional, siendo considerada como una de las más débiles del mundo, en abril de 2017 sorpresivamente escaló en el 193° lugar del Ranking de la FIFA.

## Historia
Es una selección débil, tanto desde sus inicios como ahora. Su primer partido fue ante Etiopía y cayó goleado 5-0. Después, siguió una seguidilla de derrotas imparable (salvo un empate 1-1 contra Etiopía en 1984), hasta que en 1988 logró su primer triunfo ante la desaparecida selección de Yemen del Sur por un claro 4-1.
Tras seis años inactivo volvió en 1994 a los campos de fútbol con la esperanza de mejorar su nivel, pero todo salió al revés: Yibuti ha sufrido incontables derrotas, algunas de ellas increíbles goleadas de escándalo (9-1 contra Kenia y la República Democrática del Congo, 10-1 contra Uganda y 9-0 contra Ruanda), en contraparte con un solo triunfo (1-0 frente a Somalia) y empates de 0-0 frente a Somalia y 1-1 contra Sudán y la República Democrática del Congo.
En la Clasificación para la Copa Africana de Naciones de 2019 en la ronda preliminar ganó 2-0 a Sudán del Sur en casa pero luego perdieron 6-0 en Sudán del Sur. 
Después se convocó a varios jugadores nuevos y los resultados finalmente mejoraron obteniendo varias victorias ante Somalia y otras selecciones superiores como Burundi y Mauricio. En la clasificación para la Copa Mundial de 2022, Yibuti venció a Suazilandia 2-1 en casa y empató 0-0 de visitante para avanzar a la segunda ronda por primera vez desde la clasificación del mundial 2010 cuando venció a Somalia 1-0 (2-1 en conjunto). Esta fue una gran mejora con respecto a la edición anterior cuando Yibuti también jugó contra Suazilandia y perdió 8-1 en el global. Un mes después, Yibuti consiguió dos empates históricos 1-1 contra Gambia en la ronda preliminar de Clasificación para la Copa Africana de Naciones de 2021, perdiendo únicamente en la tanda de penaltis.

## Estadísticas

### Copa Mundial de Fútbol
| Copa Mundial de Fútbol | Copa Mundial de Fútbol  | Copa Mundial de Fútbol  | Copa Mundial de Fútbol  | Copa Mundial de Fútbol  | Copa Mundial de Fútbol  | Copa Mundial de Fútbol  | Copa Mundial de Fútbol  |
| Año                    | Ronda                   | J                       | G                       | E                       | P                       | GF                      | GC                      |
| ---------------------- | ----------------------- | ----------------------- | ----------------------- | ----------------------- | ----------------------- | ----------------------- | ----------------------- |
| 1930 - 1938            | No existía la selección | No existía la selección | No existía la selección | No existía la selección | No existía la selección | No existía la selección | No existía la selección |
| 1950 - 1998            | No participó            | No participó            | No participó            | No participó            | No participó            | No participó            | No participó            |
| 2002                   | No clasificó            | No clasificó            | No clasificó            | No clasificó            | No clasificó            | No clasificó            | No clasificó            |
| 2006                   | No participó            | No participó            | No participó            | No participó            | No participó            | No participó            | No participó            |
| 2010                   | No clasificó            | No clasificó            | No clasificó            | No clasificó            | No clasificó            | No clasificó            | No clasificó            |
| 2014                   | No clasificó            | No clasificó            | No clasificó            | No clasificó            | No clasificó            | No clasificó            | No clasificó            |
| 2018                   | No clasificó            | No clasificó            | No clasificó            | No clasificó            | No clasificó            | No clasificó            | No clasificó            |
| 2022                   | No clasificó            | No clasificó            | No clasificó            | No clasificó            | No clasificó            | No clasificó            | No clasificó            |
| 2026                   | Por disputarse          | Por disputarse          | Por disputarse          | Por disputarse          | Por disputarse          | Por disputarse          | Por disputarse          |
| 2030                   | Por disputarse          | Por disputarse          | Por disputarse          | Por disputarse          | Por disputarse          | Por disputarse          | Por disputarse          |
| 2034                   | Por disputarse          | Por disputarse          | Por disputarse          | Por disputarse          | Por disputarse          | Por disputarse          | Por disputarse          |
| Total                  | 0/22                    | -                       | -                       | -                       | -                       | -                       | -                       |

### Copa Africana de Naciones
| Copa Africana de Naciones | Copa Africana de Naciones | Copa Africana de Naciones | Copa Africana de Naciones | Copa Africana de Naciones | Copa Africana de Naciones | Copa Africana de Naciones | Copa Africana de Naciones |
| Año                       | Ronda                     | J                         | G                         | E                         | P                         | GF                        | GC                        |
| ------------------------- | ------------------------- | ------------------------- | ------------------------- | ------------------------- | ------------------------- | ------------------------- | ------------------------- |
| 1957 - 1998               | No participó              | No participó              | No participó              | No participó              | No participó              | No participó              | No participó              |
| 2000                      | No clasificó              | No clasificó              | No clasificó              | No clasificó              | No clasificó              | No clasificó              | No clasificó              |
| 2002                      | No clasificó              | No clasificó              | No clasificó              | No clasificó              | No clasificó              | No clasificó              | No clasificó              |
| 2004                      | Se retiró                 | Se retiró                 | Se retiró                 | Se retiró                 | Se retiró                 | Se retiró                 | Se retiró                 |
| 2006                      | No participó              | No participó              | No participó              | No participó              | No participó              | No participó              | No participó              |
| 2008                      | Se retiró                 | Se retiró                 | Se retiró                 | Se retiró                 | Se retiró                 | Se retiró                 | Se retiró                 |
| 2010                      | No clasificó              | No clasificó              | No clasificó              | No clasificó              | No clasificó              | No clasificó              | No clasificó              |
| 2012                      | No participó              | No participó              | No participó              | No participó              | No participó              | No participó              | No participó              |
| 2013                      | No participó              | No participó              | No participó              | No participó              | No participó              | No participó              | No participó              |
| 2015                      | No participó              | No participó              | No participó              | No participó              | No participó              | No participó              | No participó              |
| 2017                      | No clasificó              | No clasificó              | No clasificó              | No clasificó              | No clasificó              | No clasificó              | No clasificó              |
| 2019                      | No clasificó              | No clasificó              | No clasificó              | No clasificó              | No clasificó              | No clasificó              | No clasificó              |
| 2021                      | No clasificó              | No clasificó              | No clasificó              | No clasificó              | No clasificó              | No clasificó              | No clasificó              |
| 2023                      | No clasificó              | No clasificó              | No clasificó              | No clasificó              | No clasificó              | No clasificó              | No clasificó              |
| 2025                      | No clasificó              | No clasificó              | No clasificó              | No clasificó              | No clasificó              | No clasificó              | No clasificó              |
| 2027                      | Por definir               | Por definir               | Por definir               | Por definir               | Por definir               | Por definir               | Por definir               |
| Total                     | 0/35                      | -                         | -                         | -                         | -                         | -                         | -                         |

## Selección local

### Campeonato Africano de Naciones
| Campeonato Africano de Naciones | Campeonato Africano de Naciones | Campeonato Africano de Naciones | Campeonato Africano de Naciones | Campeonato Africano de Naciones | Campeonato Africano de Naciones | Campeonato Africano de Naciones | Campeonato Africano de Naciones |
| Año                             | Ronda                           | J                               | G                               | E                               | P                               | GF                              | GC                              |
| ------------------------------- | ------------------------------- | ------------------------------- | ------------------------------- | ------------------------------- | ------------------------------- | ------------------------------- | ------------------------------- |
| 2009                            | No participó                    | No participó                    | No participó                    | No participó                    | No participó                    | No participó                    | No participó                    |
| 2011                            | No clasificó                    | No clasificó                    | No clasificó                    | No clasificó                    | No clasificó                    | No clasificó                    | No clasificó                    |
| 2014                            | No participó                    | No participó                    | No participó                    | No participó                    | No participó                    | No participó                    | No participó                    |
| 2016                            | No clasificó                    | No clasificó                    | No clasificó                    | No clasificó                    | No clasificó                    | No clasificó                    | No clasificó                    |
| 2018                            | Se retiró                       | Se retiró                       | Se retiró                       | Se retiró                       | Se retiró                       | Se retiró                       | Se retiró                       |
| 2021                            | Suspendido                      | Suspendido                      | Suspendido                      | Suspendido                      | Suspendido                      | Suspendido                      | Suspendido                      |
| 2023                            | No clasificó                    | No clasificó                    | No clasificó                    | No clasificó                    | No clasificó                    | No clasificó                    | No clasificó                    |
| 2025                            | No clasificó                    | No clasificó                    | No clasificó                    | No clasificó                    | No clasificó                    | No clasificó                    | No clasificó                    |
| Total                           | 0/8                             | -                               | -                               | -                               | -                               | -                               | -                               |

### Copa de Naciones Árabe
| Copa de Naciones Árabe | Copa de Naciones Árabe | Copa de Naciones Árabe | Copa de Naciones Árabe | Copa de Naciones Árabe | Copa de Naciones Árabe | Copa de Naciones Árabe | Copa de Naciones Árabe |
| Año                    | Ronda                  | J                      | G                      | E                      | P                      | GF                     | GC                     |
| ---------------------- | ---------------------- | ---------------------- | ---------------------- | ---------------------- | ---------------------- | ---------------------- | ---------------------- |
| 1963 - 2012            | No participó           | No participó           | No participó           | No participó           | No participó           | No participó           | No participó           |
| Copa Árabe de la FIFA  |                        |                        |                        |                        |                        |                        |                        |
| 2021                   | No clasificó           | No clasificó           | No clasificó           | No clasificó           | No clasificó           | No clasificó           | No clasificó           |
| 2025                   | Por definir            | Por definir            | Por definir            | Por definir            | Por definir            | Por definir            | Por definir            |
| Total                  | 0/11                   | -                      | -                      | -                      | -                      | -                      | -                      |

## Últimos partidos y próximos encuentros
Actualizado al último partido jugado el 24 de marzo de 2025
| Fecha      | Ciudad    | Local        | Resultado | Visitante    | Competición                            |
| ---------- | --------- | ------------ | --------- | ------------ | -------------------------------------- |
| 26-03-2024 | Monrovia  | Liberia      | 0:0       | Yibuti       | Clasificación Copa Africana 2025       |
| 05-06-2024 | El Yadida | Sierra Leona | 2:1       | Yibuti       | Clasificación Copa Mundial 2026        |
| 09-06-2024 | El Yadida | Yibuti       | 1:1       | Etiopía      | Clasificación Copa Mundial 2026        |
| 27-10-2024 | Kigali    | Ruanda       | 0:1       | Yibuti       | Clasificación Campeonato Africano 2025 |
| 31-10-2024 | Kigali    | Yibuti       | 0:3       | Ruanda       | Clasificación Campeonato Africano 2025 |
| 21-03-2025 | El Yadida | Burkina Faso | 4:1       | Yibuti       | Clasificación Copa Mundial 2026        |
| 24-03-2025 | El Yadida | Etiopía      | 6:1       | Yibuti       | Clasificación Copa Mundial 2026        |
| 05-09-2025 | TBD       | Yibuti       | -:-       | Burkina Faso | Clasificación Copa Mundial 2026        |
| 09-09-2025 | TBD       | Guinea-Bisáu | -:-       | Yibuti       | Clasificación Copa Mundial 2026        |
| 10-10-2025 | TBD       | Yibuti       | -:-       | Egipto       | Clasificación Copa Mundial 2026        |
| 14-10-2025 | TBD       | Yibuti       | -:-       | Sierra Leona | Clasificación Copa Mundial 2026        |
| -11-2025   | Doha      | Baréin       | -:-       | Yibuti       | Clasificación Copa Árabe 2025          |

## Entrenadores
- Mohamed Bader (2000)[2][3]
- Mohamed Abar (2008)[4][5]
- Ahmed Abdelmonem (2008–2011)[6][7][8]
- Awad Omar Mahfoud (2011)[9]
- Noureddine Gharsalli (2011)[10][11]
- Noureddine Gharsalli (2015–2016)[11]
- Michael Gibson (julio de 2016–abril de 2017)
- Moussa Ghassoum (diciembre de 2016–abril de 2019)[12]
- Julien Mette (marzo de 2019–octubre de 2021)[13][14]
- Mohamed Meraneh Hassan (interino- octubre de 2021–?/?–presente)[1]

## Jugadores

### Última convocatoria
- Actualizado a 25 de octubre de 2023.[15]

| N.º | Nombre                 | Posición       | Edad    | PJ | G | Club                  |
| --- | ---------------------- | -------------- | ------- | -- | - | --------------------- |
|     | Innocent Mbonihankuye  | Guardameta     | 28 años | 25 | 0 | ASAS/Djibouti Télécom |
|     | Mouktar Youssouf Said  | Guardameta     |         | 0  | 0 | FC Dikhil             |
|     | Ali Youssouf Farada    | Defensa        | 29 años | 20 | 0 | AS Port               |
|     | Warsama Ibrahim Aden   | Defensa        | 27 años | 16 | 1 | AS Port               |
|     | Idriss Houmed Bilha    | Defensa        | 27 años |    |   | AS Arta/Solar7        |
|     | Fouad Moussa Robleh    | Defensa        | 32 años | 15 | 1 | FC Dikhil             |
|     | Yabe Siad Isman        | Defensa        | 27 años | 13 | 1 | AS Arta/Solar7        |
|     | Moussa Areita Hamadou  | Defensa        | 28 años | 8  | 0 | AS Port               |
|     | Ibrahim Mohamed Ali    | Defensa        | 28 años | 1  | 0 | AS Arta/Solar7        |
|     | Djimaleh Awaleh Kayad  | Defensa        |         |    |   | AS Gendarmerie        |
|     | Moustapha Abdi Osman   | Defensa        | 33 años | 3  | 0 | FC Garde Républicaine |
|     | Hamza Abdi Idleh       | Centrocampista | 33 años | 17 | 2 | FC Dikhil             |
|     | Warsama Hassan Hussein | Centrocampista | 26 años | 18 | 2 | AS Arta/Solar7        |
|     | Ahmed Mohamed Aden     | Centrocampista | 34 años | 2  | 0 | AS Arta/Solar7        |
|     | Youssouf Abdi Ahmed    | Centrocampista | 27 años | 7  | 2 | ASAS/Djibouti Télécom |
|     | Doualeh Mahamoud       | Delantero      | 33 años | 20 | 1 | AS Arta/Solar7        |
|     | Samuel Akinbinu        | Delantero      | 26 años | 14 | 7 | AS Arta/Solar7        |
|     | Mahad Abdi Abdillahi   | Delantero      |         |    |   | FC Garde Républicaine |
|     | Mohamed Fouad          | Delantero      | 25 años | 10 | 0 | AS Arta/Solar7        |
|     | Mahdi Houssein Mahabeh | Delantero      | 29 años | 26 | 7 | AS Arta/Solar7        |
|     | Gabriel Dadzie         | Delantero      | 28 años | 2  | 2 | AS Arta/Solar7        |
|     | Mohamed Meraneh Hassan | Entrenador     | 40 años |    |   |                       |

## Récord ante otras selecciones
Actualizado al 31 de octubre de 2024.
| País                  | J   | G  | E  | P  | GF | GC  | GD   |
| --------------------- | --- | -- | -- | -- | -- | --- | ---- |
| Argelia               | 2   | 0  | 0  | 2  | 0  | 12  | −12  |
| Burundi               | 12  | 2  | 0  | 10 | 10 | 31  | −21  |
| Burkina Faso          | 2   | 0  | 0  | 2  | 0  | 6   | −6   |
| Comoras               | 1   | 0  | 0  | 1  | 2  | 4   | −2   |
| Egipto                | 3   | 0  | 0  | 3  | 0  | 14  | −14  |
| Eritrea               | 2   | 0  | 0  | 2  | 2  | 6   | −4   |
| Etiopía               | 8   | 0  | 1  | 7  | 7  | 30  | −23  |
| Gambia                | 2   | 0  | 2  | 0  | 2  | 2   | 0    |
| Guinea-Bisáu          | 1   | 0  | 0  | 1  | 0  | 1   | −1   |
| Guinea Ecuatorial     | 1   | 0  | 1  | 0  | 1  | 1   | 0    |
| Kenia                 | 6   | 1  | 0  | 5  | 6  | 23  | −17  |
| Líbano                | 1   | 0  | 0  | 1  | 0  | 1   | −1   |
| Liberia               | 4   | 0  | 1  | 3  | 0  | 8   | −8   |
| Malaui                | 3   | 0  | 0  | 3  | 1  | 14  | −13  |
| Mauricio              | 2   | 2  | 0  | 0  | 6  | 1   | +5   |
| Namibia               | 2   | 0  | 0  | 2  | 0  | 8   | −8   |
| Níger                 | 2   | 0  | 0  | 2  | 4  | 11  | −7   |
| Pakistán              | 1   | 1  | 0  | 0  | 3  | 1   | +2   |
| Rep. Democ. del Congo | 4   | 0  | 1  | 3  | 3  | 21  | −18  |
| Ruanda                | 5   | 1  | 0  | 4  | 4  | 21  | −17  |
| Sierra Leona          | 1   | 0  | 0  | 1  | 1  | 2   | −1   |
| Somalia               | 9   | 3  | 3  | 3  | 8  | 8   | 0    |
| Suazilandia           | 4   | 1  | 1  | 2  | 3  | 9   | −6   |
| Sudán                 | 5   | 0  | 1  | 4  | 4  | 16  | −12  |
| Sudán del Sur         | 4   | 1  | 0  | 3  | 4  | 11  | −7   |
| Tanzania              | 5   | 0  | 0  | 5  | 2  | 15  | −13  |
| Togo                  | 2   | 0  | 0  | 2  | 0  | 7   | −7   |
| Túnez                 | 2   | 0  | 0  | 2  | 1  | 11  | −10  |
| Uganda                | 5   | 0  | 0  | 5  | 3  | 34  | −31  |
| Yemen                 | 1   | 0  | 0  | 1  | 1  | 4   | −3   |
| Yemen del Sur         | 1   | 1  | 0  | 0  | 4  | 1   | +3   |
| Zambia                | 2   | 0  | 0  | 2  | 0  | 9   | −9   |
| Zimbabue              | 1   | 0  | 0  | 1  | 0  | 2   | −2   |
| Total                 | 106 | 13 | 11 | 82 | 82 | 345 | −263 |